# 雪松太平鸟
雪松太平鸟 ( Bombycilla cedrorum ) 是雀形目太平鸟属中的一個物種。雪松太平鸟的顏色主要有棕色、灰色和黄色。該物種原产于北美和中美洲。它以水果、植物果實、漿果和昆虫為食。 國際自然保護聯盟瀕危物種紅色名錄中將雪松太平鸟認定為无危物种。